# Аполіпопротеїн E
Аполіпопротеїн E (англ. Apolipoprotein E) – білок, який кодується геном APOE, розташованим у людей на короткому плечі 19-ї хромосоми. Довжина поліпептидного ланцюга білка становить 317 амінокислот, а молекулярна маса — 36 154.
| 10         |  | 20         |  | 30         |  | 40         |  | 50         |
| ---------- |  | ---------- |  | ---------- |  | ---------- |  | ---------- |
| MKVLWAALLV |  | TFLAGCQAKV |  | EQAVETEPEP |  | ELRQQTEWQS |  | GQRWELALGR |
| FWDYLRWVQT |  | LSEQVQEELL |  | SSQVTQELRA |  | LMDETMKELK |  | AYKSELEEQL |
| TPVAEETRAR |  | LSKELQAAQA |  | RLGADMEDVC |  | GRLVQYRGEV |  | QAMLGQSTEE |
| LRVRLASHLR |  | KLRKRLLRDA |  | DDLQKRLAVY |  | QAGAREGAER |  | GLSAIRERLG |
| PLVEQGRVRA |  | ATVGSLAGQP |  | LQERAQAWGE |  | RLRARMEEMG |  | SRTRDRLDEV |
| KEQVAEVRAK |  | LEEQAQQIRL |  | QAEAFQARLK |  | SWFEPLVEDM |  | QRQWAGLVEK |
| VQAAVGTSAA |  | PVPSDNH    |  |            |  |            |  |            |

A: Аланін

C: Цистеїн

D: Аспарагінова кислота

E: Глутамінова кислота

F: Фенілаланін

G: Гліцин

H: Гістидин

I: Ізолейцин

K: Лізин

L: Лейцин

M: Метіонін

N: Аспарагін

P: Пролін

Q: Глутамін

R: Аргінін

S: Серин

T: Треонін

V: Валін

W: Триптофан

Задіяний у таких біологічних процесах як метаболізм ліпідів, транспорт, метаболізм холестеролу, транспорт ліпідів, метаболізм стероїдів, метаболізм стеролів. 
Білок має сайт для зв'язування з молекулою гепарину. 
Секретований назовні.